# Riksväg 72
De Zweedse rijksweg 72 is gelegen in de provincies Västmanlands län en Uppsala län en is circa 63 kilometer lang.

## Plaatsen langs de weg
- Sala
- Heby
- Morgongåva
- Vittinge
- Järlåsa
- Vänge
- Uppsala

## Knooppunten
- Riksväg 56: start gezamenlijk tracé, bij Sala (begin)
- Riksväg 56: einde gezamenlijk tracé, bij Heby
- Länsväg 254 bij Heby
- Riksväg 55 bij Uppsala

Europese wegen:
E4 · E6 · E10 · E12 · E14 · E16 · E18 · E20 · E22 · E45 · E65
Riksvägar:
9 · 11 · 13 · 15 · 17 · 19 · 21 · 23 · 24 · 25 · 26 · 27 · 28 · 29 · 30 · 31 · 32 · 34 · 35 · 37 · 40 · 41 · 42 · 44 · 46 · 47 · 49 · 50 · 51 · 52 · 53 · 55 · 56 · 57 · 61 · 62 · 63 · 66 · 68 · 69 · 70 · 72 · 73 · 75 · 76 · 77 · 83 · 84 · 86 · 87 · 90 · 92 · 94 · 95 · 97 · 98 · 99